# Manampatrana (rivière)
Le Manampatrana est un fleuve du versant est de Madagascar dans la région Atsimo-Atsinanana. Il se jette dans l'Océan Indien à Farafangana.

## Géographie
Le Manampatrana prend source au sud-est du massif d'Andringitra (2 658 m) et du parc national d'Andringitra. 